# Ленґно (Вармінсько-Мазурське воєводство)
Ленґно (пол. Łęgno, нім. Lingenau) — село в Польщі, у гміні Добре Място Ольштинського повіту Вармінсько-Мазурського воєводства.
Населення — 163 особи (2011).
У 1975-1998 роках село належало до Ольштинського воєводства.

## Демографія
Демографічна структура станом на 31 березня 2011 року:
|          | Загалом | Допрацездатний вік | Працездатний вік | Постпрацездатний вік |
| -------- | ------- | ------------------ | ---------------- | -------------------- |
| Чоловіки | 86      | 22                 | 57               | 7                    |
| Жінки    | 77      | 17                 | 41               | 19                   |
| Разом    | 163     | 39                 | 98               | 26                   |